# Edward Hübner
Edward Hübner (* 1. März 1988 in Rochlitz) ist ein deutscher Endurosportler und mehrfacher deutscher Enduro-Meister.

## Sportlicher Werdegang
Edward Hübner bestritt seine ersten Wettkämpfe im Jahr 2003. In diesem Jahr wurde er Sachsenmeister im Motorradbiathlon in der Klasse Junior, gleichzeitig erreichte er in der Open-Wertung den zweiten Platz.
Seit dem Jahr 2005 nimmt er an Enduro-Wettkämpfen teil. Nach mehreren zweiten Plätzen in der Deutschen Enduro Meisterschaft errang er 2013 in Klasse E1 (bis 125 cm³ Zweitakt/250 cm³ Viertakt) seinen ersten Meistertitel und wurde Gesamtzweiter in der Championats-Wertung (Meister aller Klassen). Den Titel in der Klasse E1 konnte er 2014 und 2015 verteidigen und wurde 2015 in der Championats-Wertung wiederholt Zweiter hinter Dennis Schröter. In den Saisons 2018 und 2021 sicherte er sich den Meistertitel in der Klasse E2 (bis 250 cm³ Zweitakt/450 cm³ Viertakt). In der Saison 2022 startete er wieder in der Klasse E1 und sicherte sich den Meistertitel, in der Championats-Wertung wurde er Zweiter.
Neben den nationalen Wettbewerben startete Hübner auch in der Enduro-Europameisterschaft. In der Saison 2010 wurde er in der Gesamtwertung Zweiter in der Klasse Junior E1, 2012 wurde er Dritter der Klasse Senior E1. Seit der Saison 2014 startet er auch in der Enduro-Weltmeisterschaft, bislang größter Erfolg ist ein neunter Platz in der Klasse E1 in der Saison 2015.
Mit der Mannschaft nahm er 2007 erstmals an den prestigeträchtigen Six Days teil. Bis einschließlich 2011 war er jährlich im Nationalmannschaftsaufgebot im Wettbewerb um die Junior World Trophy. Beste Platzierung war hier der sechste Platz bei der 83. Internationalen Sechstagefahrt im griechischen Serres. Bei der 87. Internationalen Sechstagefahrt im heimischen Sachsen war er erstmals im Aufgebot im Wettbewerb um die World Trophy, die Mannschaft erreichte den neunten Platz. Bislang war er bei fünf weiteren Austragungen Fahrer der deutschen World-Trophy-Mannschaft, beste Platzierungen sind zwei vierte Plätze in den Jahren 2014 und 2015.
Bis Saisonende 2013 startete Hübner auf Yamaha. Zur folgenden Saison wechselte er zu KTM, wo einen Werksvertrag erhielt. Betreut wurde er vom Enduro-Team „KTM Sturm “unter Leitung von Harald Sturm. In den Jahren 2016 und 2017 startete er auf Sherco und erhielt die Betreuung der „Marcus Kehr SHERCO ACADEMY“. Zur Saison 2017 wechselte er zurück zu „KTM Sturm“, für das er bis Ende 2019 fuhr. Seit 2020 fährt er mit Betreuung durch „KTM GST Berlin Racing.“